# Барре, Жак-Жан
Жак Жан Барре (фр. Jacques-Jean Barre; 1793—1855) — французский медальер XIX века; дизайнер Большой печати Франции и первых двух серий французских почтовых марок.

## Биография
Жак Жан Барре родился 3 августа 1793 года в городе Париже. 
Его имя правильно звучит как — «Жак-Жан» (фр. Jacques-Jean), но его нередко неправильно называют «Жан-Жак» (см., например, «РБСП») поскольку такое имя более распространено и привычно. Во Французской Википедии говорится, что порядок имён варьируется в зависимости от направления в творчестве: Жан-Жак Барре в нумизматике и Жак-Жан Барре в филателии. Написание французской фамилии «Barre» в русскоязычных источниках тоже встречается различное: Бар, Барр и Барре. 

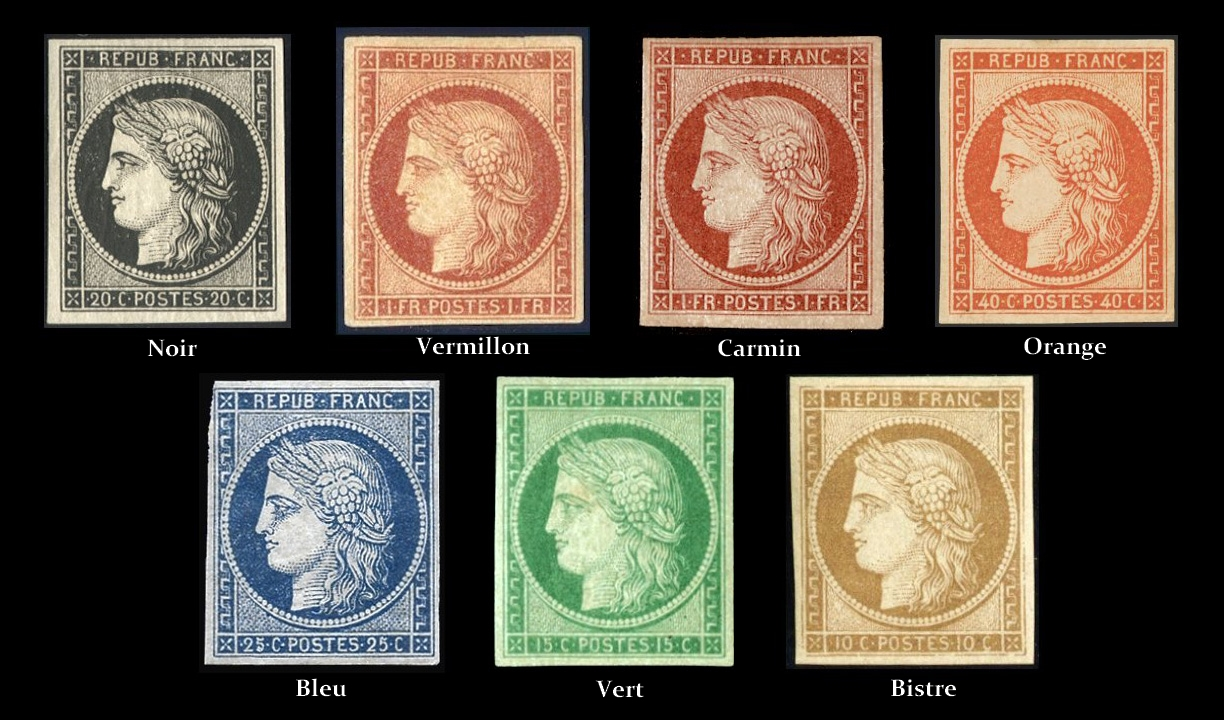
Церера (стандартная серия Франции) с изображением богини плодородия Цереры. Дизайнер Ж.-Ж. Барре в соавторстве со старшим сыном

С 1842 по 1855 год Барре занимал должность главного гравёра Парижского монетного двора. На этом посту он гравировал и проектировал французские медали, Большую печать Франции, банкноты и почтовые марки.
Из других работ Барре в России наиболее известны следующие: портрет императора Николая I в профиль, и медали: на бракосочетание короля греческого Георга I с Великой княгиней Ольгой Константиновной, в честь Поццо-ди-Борго и в честь князя А. Чарторижского.
Он также выгравировал монеты для Швейцарии, которые чеканились с 1850 по 1946 год.
Жак Жан Барре оставил должность в связи с болезнью и 10 июня того же года скончался в родном городе.
Оба его сына — Дезире-Альбер Барре и Жан-Огюст Барре пошли по стопам отца и, следом за ним, были по очереди генеральными гравёрами Парижского монетного двора. Посмертная медаль с изображением Жака-Жана Барра без даты была выгравирована его сыновьями; копия хранится в Париже в музее Карнавале.
Барре обучал своему искусству не только сыновей, среди его учеников был, в частности, Валантен Морис Боррель.